# Canal de Marsella
El canal de Marsella es una importante fuente de agua potable para toda Marsella, la mayor ciudad de la Provenza (Francia). El canal, en su arteria principal, tiene una longitud de 80 kilómetros, pero cuenta con otros 160 kilómetros de arterias menores. Su construcción duró 15 años y fue dirigida por el ingeniero Franz Mayor de Montricher; el canal se inauguró el 8 de julio de 1849.
El canal fue un importante logro de la ingeniería del siglo XVIII, combinando puentes, túneles y embalses sobre un terreno montañoso. Hasta 1970, era casi la única fuente de agua para Marsella, y todavía proporciona dos tercios del agua potable de la ciudad.

## Historia
Marsella se encuentra a lo largo del litoral mediterráneo y sólo es atravesada por el irregular río Huveaune y su afluente, el río Jarret. Las aguas se canalizaron en el siglo XIV, pero poco a poco se convirtieron en una cloaca abierta. La calidad del agua siguió disminuyendo y la distribución se resintió por la falta de mantenimiento de la red.
Además, como el río tiene poco caudal, las sequías eran devastadoras para la región. Por ejemplo, en 1834, el río estuvo a punto de secarse por completo, y sólo se disponía de 1 litro por persona y día. En la década de 1830, Marsella comenzó a experimentar un rápido crecimiento de la población y una epidemia de cólera entre 1832 y 1835 convenció a los funcionarios elegidos para que actuaran para restablecer la salud y asegurar suficiente agua para la ciudad.

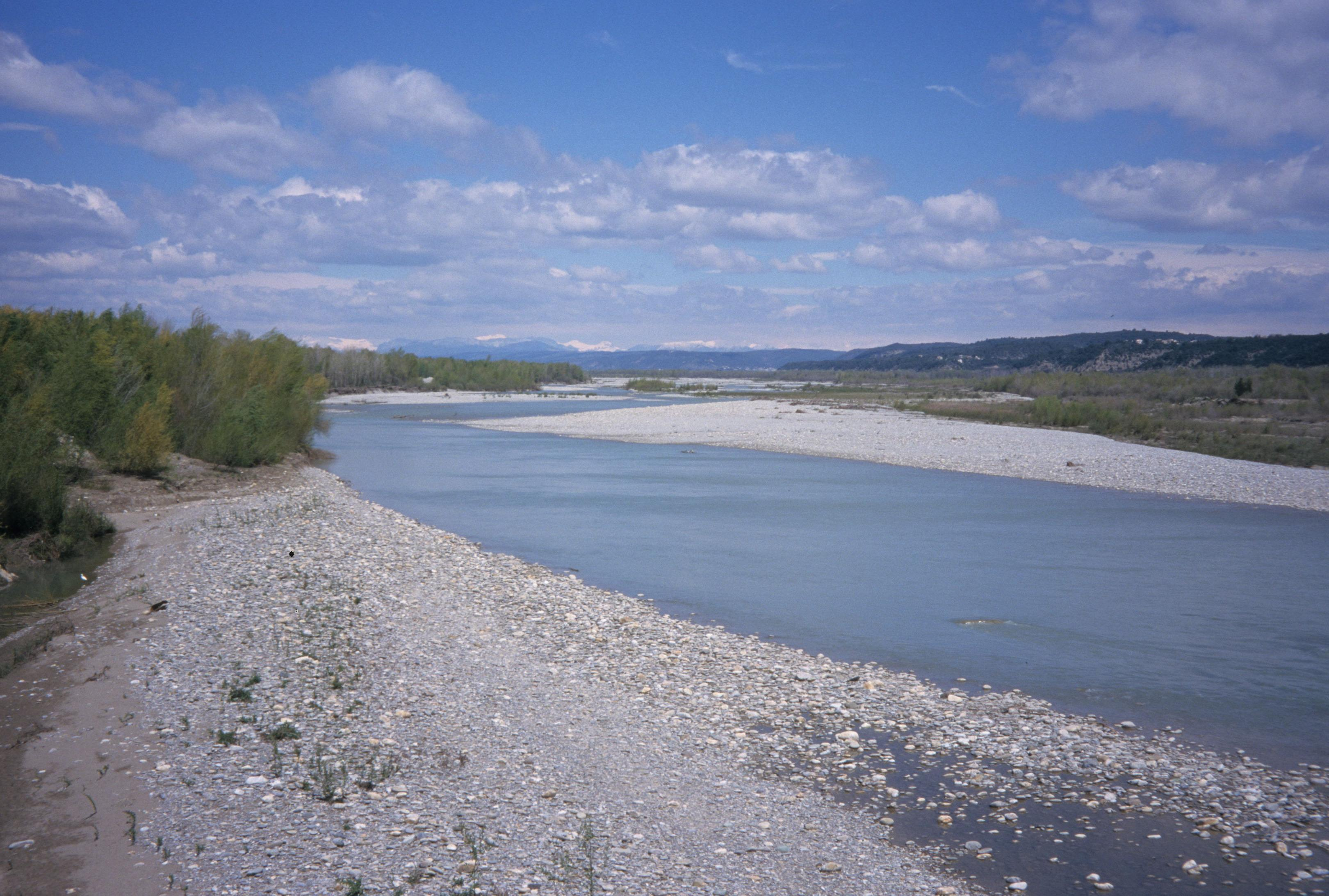
El río Durance cerca de Manosque

Esta epidemia de cólera causó la muerte de 100.000 personas en toda Francia. Originaria de Asia, la enfermedad se extendió por el valle del Ganges en 1826 y por el Caspio y el Volga en 1829. En 1830, la enfermedad alcanzó Moscú y Polonia y, en 1833, Hamburgo. En marzo de 1832, el cólera llegó a París y murieron 18.000 personas, y la eipedemia mató a mucha gente en la Alta Provenza. En julio de 1833, la epidemia llegó a Marsella. En diciembre de 1834, el número de muertos era de 865, y en 1835, de 2.500.
Se reavivó el temor a la gran peste de Marsella, que poco más de un siglo antes había causado unos 100.000 muertos. En julio de 1833, una concentración de 30.000 vecinos en el centro de la ciudad protestó por las malas condiciones sanitarias
Maximin-Dominica Consolat, alcalde de la ciudad de 1832 a 1843, decidió en 1834 mejorar las condiciones "costase lo que costase". Se decidió traer agua del gran río más cercano, el Durance. Sin embargo, el río estaba lejos y separado de la ciudad por cadenas montañosas (chaîne des Côtes, plateau de l'Arbois, massif de l'Étoile). El plan preveía captar el agua en la parte alta del Durance y aprovechar la gravedad para superar el terreno, de modo que el agua llegara a Marsella en el punto más alto de la ciudad, Saint-Antoine (150 metros), permitiendo así que el agua sirviera a toda la ciudad.

## Construcción
La construcción del canal duró 15 años, de 1839 a 1854, y abarcó 80 kilómetros, de los cuales 17 son subterráneos. El canal también atraviesa 18 puentes.

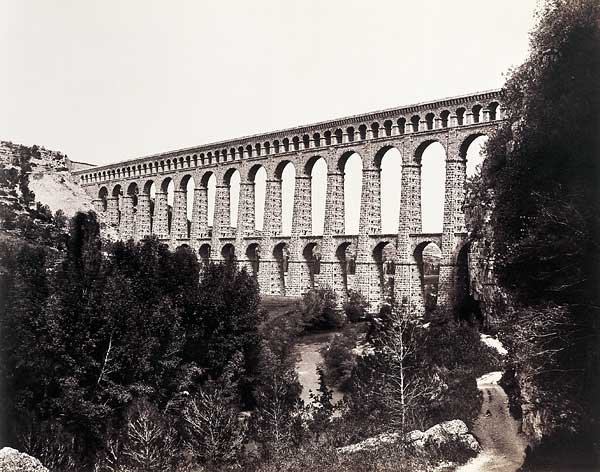
El acueducto de Roquefavour, cerca de Aix-en-Provence.

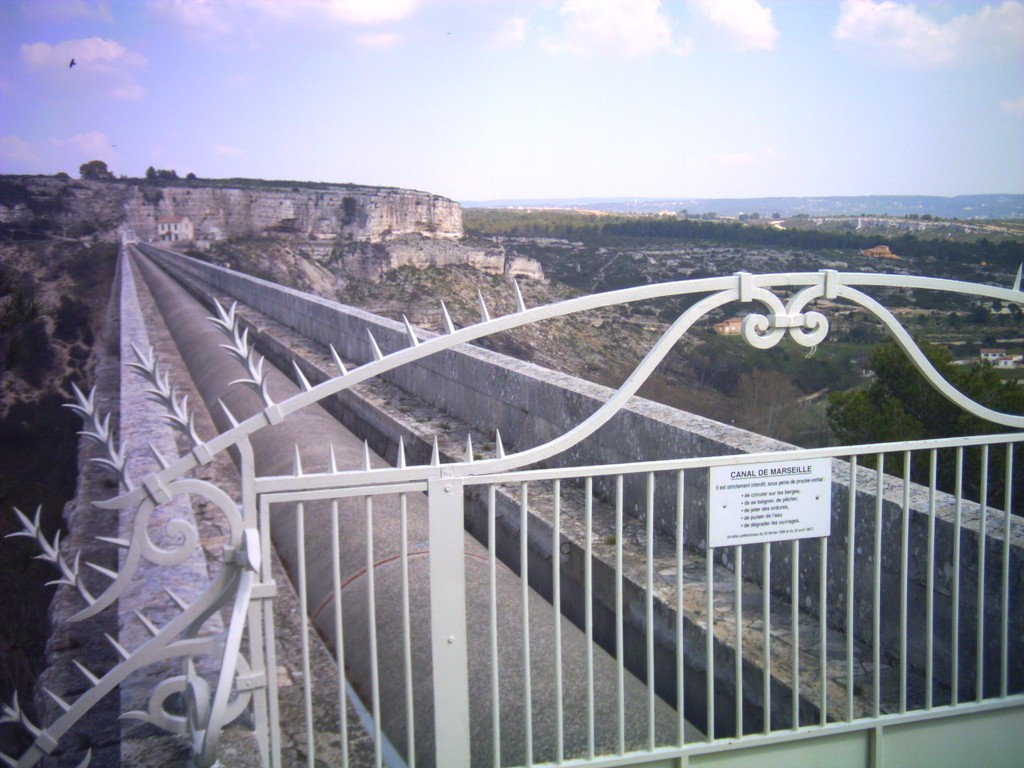
El canal que cruza el acueducto de Roquefavour.

En efecto, uno de los principales retos era hacer pasar el canal por el valle del Arco, que tiene una altitud inferior a 100 metros entre Aix-en-Provence y el Etang de Berre. El ingeniero jefe del proyecto, Franz Mayor de Montricher, rechazó la propuesta de un puente sifón y decidió, en cambio, construir un acueducto donde las escarpas de ambos lados del valle estaban más cerca, a 400 metros. Eso se convertiría en el acueducto de Roquefavour en Ventabren, inspirado en la obra arquitectónica romana Pont du Gard. Desde entonces, el acueducto de Roquefavour, de 393 metros de longitud, se considera uno de los principales atractivos turísticos de Aix-en-Provence.
La mayor parte del canal es de hormigón, pero algunas partes son de piedra o ladrillo. El caudal del canal es de 10 metros cúbicos (10 kl) por segundo, y la pendiente es de 0,36 metros por 1 kilómetro. La anchura de la parte superior es de 9,4 metros y el fondo tiene 3 metros.
El agua comenzó a fluir por el canal parcialmente terminado el 19 de noviembre de 1849 en Marsella. Entre 1854 y 1869 se construyeron 77 kilómetros de tuberías, depósitos y canales, que permitieron el acceso al agua a toda Marsella y a los municipios vecinos de Plan-de-Cuques, Allauch y Aubagne.
A pesar del aumento de la población de los siguientes 40 años, Marsella en 1876 tenía más de 30 veces más agua per cápita: 370 litros para uso doméstico y 660 litros para actividades industriales, diariamente.

## Por Bouches-du-Rhône

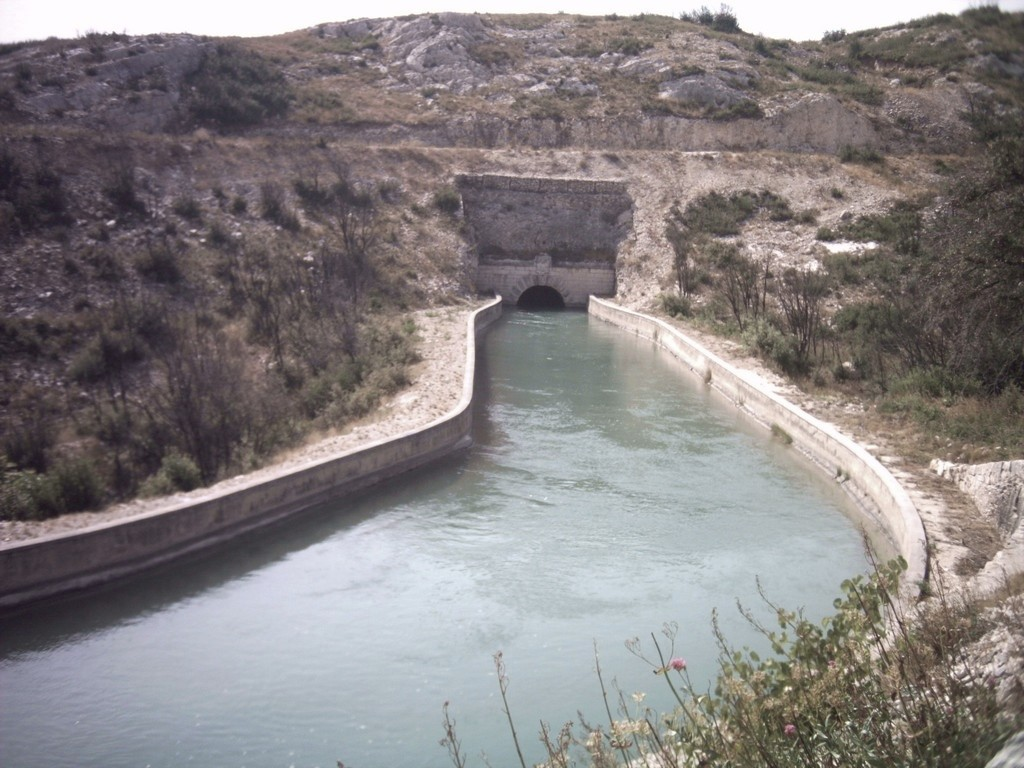
El canal entrando en un túnel cerca de Coudoux

La toma inicial del canal desde el Durance estaba en el puente de Pertuis, en el Vaucluse, a una altitud de 185 metros y a 50 kilómetros de Marsella. Desde allí, el canal viajaba hacia el oeste hasta Lew Puy-Sainte-Réparade y luego hacia el noroeste hasta Saint-Estève-Janson. Esta parte del canal, ahora conocida como Antiguo Canal de Marsella, fue abandonada cuando el Canal EDF del Durance entró en servicio en 1966. Desde entonces, el agua entra inicialmente en el canal por la central hidroeléctrica situada al noroeste de Saint-Estève-Janson. El canal continúa hacia el noroeste hasta el extremo sur del puente de Cadenet, donde alimenta la Retenue d'eau de Saint-Christophe.

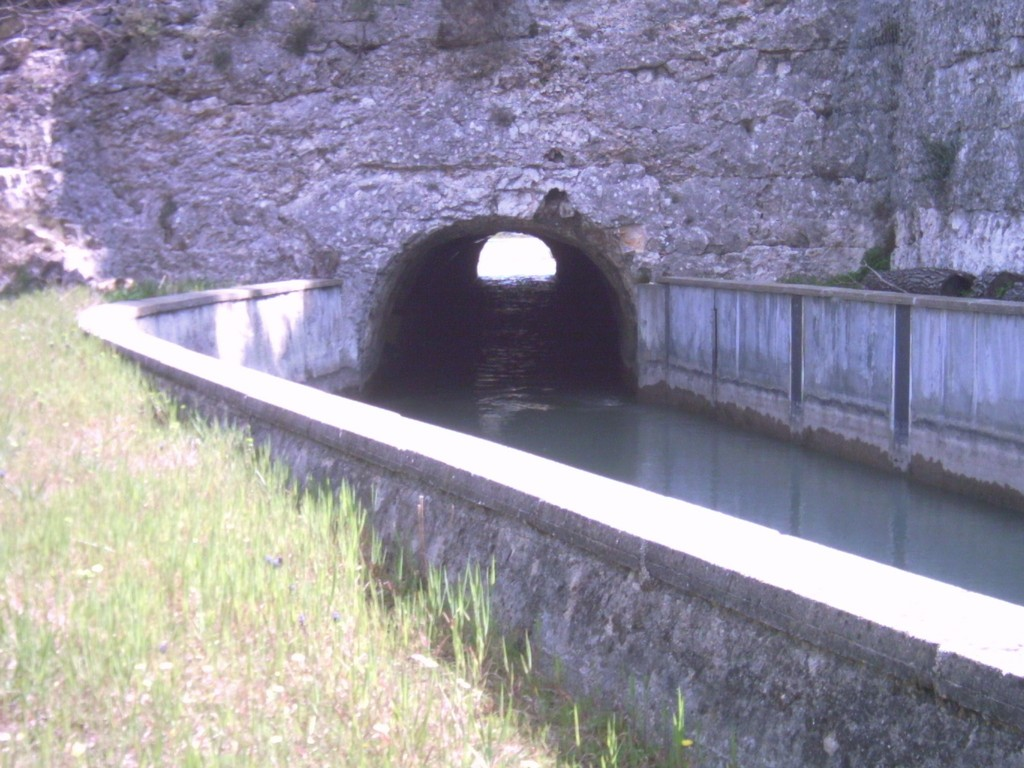
El canal subterráneo.

A continuación, la ruta se acerca a las colinas, pasa por encima de La Roque-d'Anthéron y Charleval, gira hacia el sur y sale del valle del Durance y del EDF por un túnel de 3,7 km bajo el extremo occidental de las colinas de la chaîne des Côtes.
El canal emerge del túnel al oeste de Lambesc, donde el recorrido del canal se vuelve más complejo: se necesitan muchos puentes y túneles para recorrer los valles en su camino hacia Coudoux. El canal rodea la colina de Ventabren y llega al río Arc, donde entra en el acueducto de Roquefavour. Cerca de esta zona, pasa la línea de ferrocarril de alta velocidad París-Marsella, y la estructura del puente del ferrocarril se ha diseñado para armonizar con el acueducto.
Desde el acueducto, el canal se dirige hacia el sur, a través de muchos más túneles, y alimenta el réservoir du Réaltor, una cuenca de decantación necesaria para clarificar el agua cargada de limo del Durance. A continuación, el canal entra en un túnel de 3,5 km hacia el sur bajo la llanura de Arbois, donde emerge brevemente y pasa por una planta de tratamiento en Les Giraudets. A continuación, el canal entra en un segundo túnel de 5,5 km que se dirige hacia el sureste y emerge en La Sevine, en el distrito 15 de Marsella. A partir de aquí, el canal se dirige hacia el sur y comienza a dividirse en muchos canales más pequeños que alimentan la ciudad. Un ramal del canal rodea por completo la parte oriental de Marsella, gira hacia el sur y luego hacia el oeste, y finalmente desemboca en el Mediterráneo en Mont Rose, en Montredon, en el distrito 8 de Marsella.

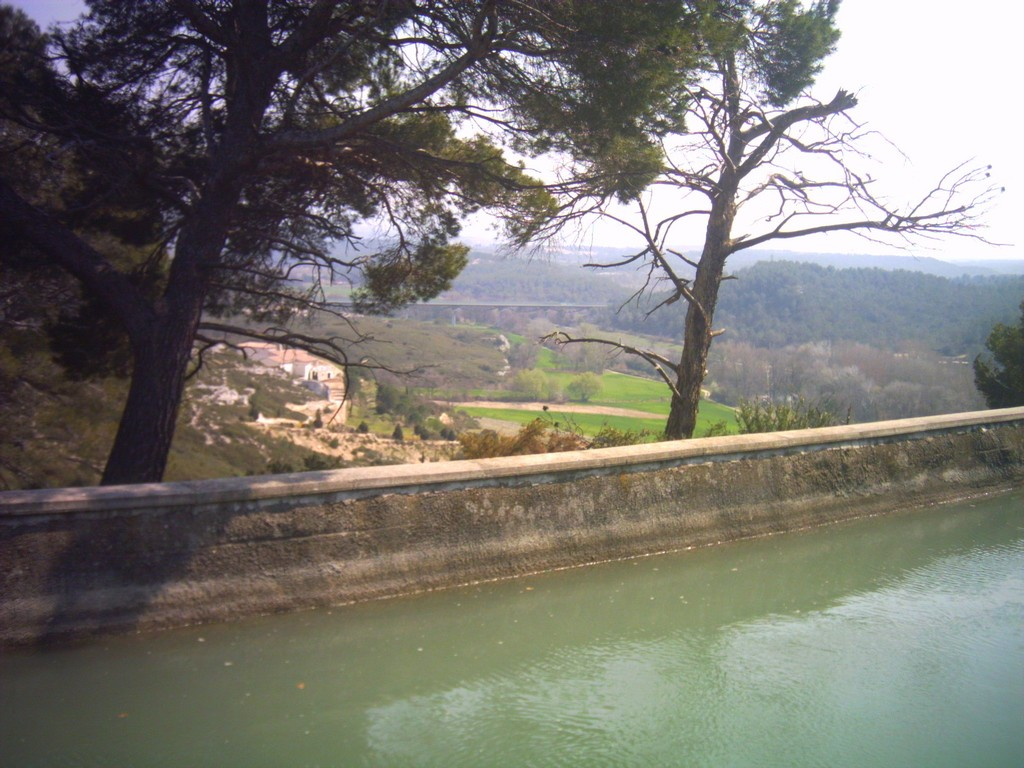
Un viaducto del TGV visto desde el canal

## En la actualidad

### Calidad del agua

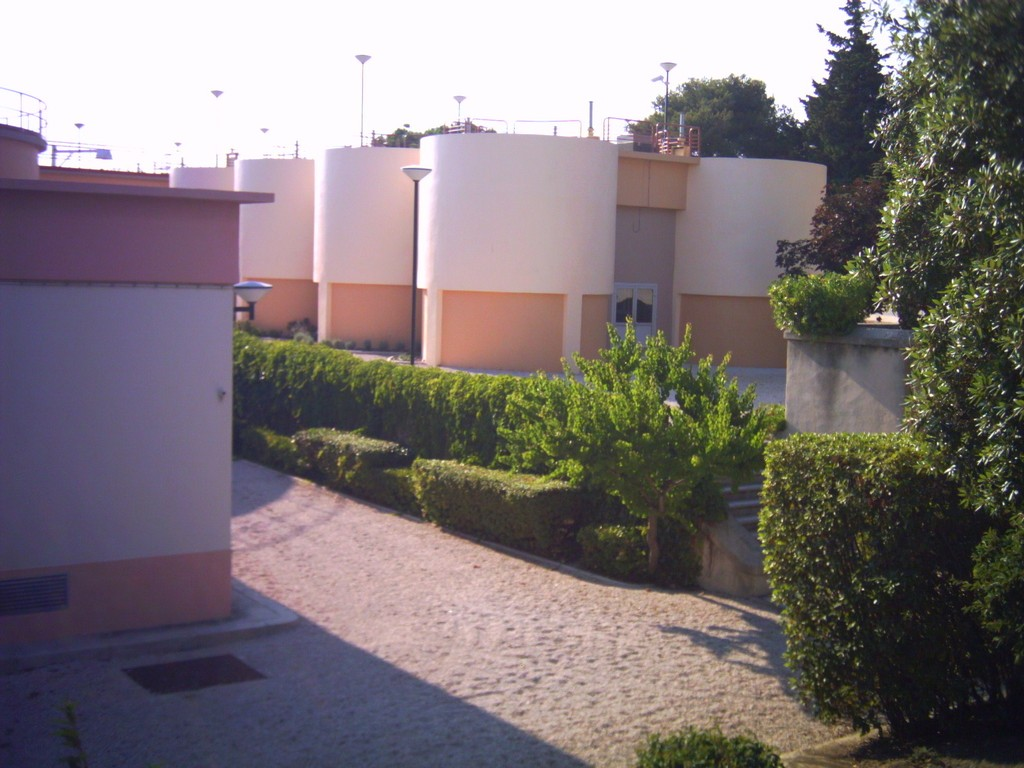
La planta de tratamiento de agua, en Saint-Barnabé en el distrito 12 de Marsella.

El canal ya no es la única fuente de agua para Marsella. El canal de Provenza, casi completamente subterráneo, es una red de canales del río Verdon construida en los años 70 que ahora lleva agua no sólo a Marsella sino también a Aix-en-Provence y Tolón. En la actualidad, esa agua supone aproximadamente dos tercios del agua que llega a Marsella, el tercio restante procede del Verdon a través de la Provenza. Ambas fuentes están conectadas.
El agua se trata en dos instalaciones de tratamiento de agua: Sainte-Marthe y Saint-Barnabé. Las principales operaciones realizadas por las instalaciones de tratamiento son la precloración, la clarificación por floculación con un coagulante, la filtración por arena y la desinfección con ozono y cloro. En 2006, la autoridad sanitaria de Marsella realizó una serie de pruebas sobre la calidad del agua, determinando que el agua del canal cumplía todas las normas exigidas. En 2009, una joven madre y su bebé fueron encontrados muertos en su apartamento: el culpable fue el gas de cloro del suministro de agua. Esto llevó a un estudio de los gases del sistema en toda la ciudad, pero no antes de que otras personas fueran ingresadas en hospitales de toda la ciudad.

### Administración
El canal fue explotado por la ciudad de Marsella desde 1849 hasta 1941. Sin embargo, el destructivo incendio de la tienda "Nouvelles Galeries" en noviembre de 1938, en el que murieron 73 personas, puso a la administración municipal bajo tutela, y la explotación del canal se encomendó a la Société d'études des eaux de Marseille (SEEM) y a Raoul Dautry, que había colaborado en la creación de la SNCF y fue nombrado primer presidente.
Desde entonces, SEEM, propiedad a partes iguales de Veolia Environnement y Lyonnais des eaux, controla la explotación del canal.

### Asistencia y mantenimiento
Al entrar en la instalación de tratamiento de Sainte-Marthe, en el distrito 14, el agua del canal se filtra en el bassin du Merlan antes de salir de la estructura para entrar en la red de distribución de Marsella. Sin embargo, el canal no sólo sirve para fines sanitarios. Históricamente, la estructura ayudó a regar los campos de los agricultores y jardineros e impulsó en gran medida el crecimiento de la jardinería en la zona.
Las acequias derivadas del canal están controladas por los aygadiers, que tienen derecho a cruzar la propiedad privada para ayudar en la reparación y el funcionamiento del canal. En los últimos tiempos, la SEEM y los aygadiers han centrado el uso del canal en el agua potable. Por lo tanto, no se están renovando los derechos de riego y, en su lugar, la ciudad está suministrando agua a presión.
Además, la autoridad del canal emplea a 15 chercheurs de fuite (francés: literalmente "buscadores de fugas"), que se encargan de encontrar fugas en el sistema de distribución. Para ayudarles, utilizan geófonos, que suenan hasta 400 veces. Los empleados han permitido aumentar la eficacia del canal hasta el 85%.

### Seguridad

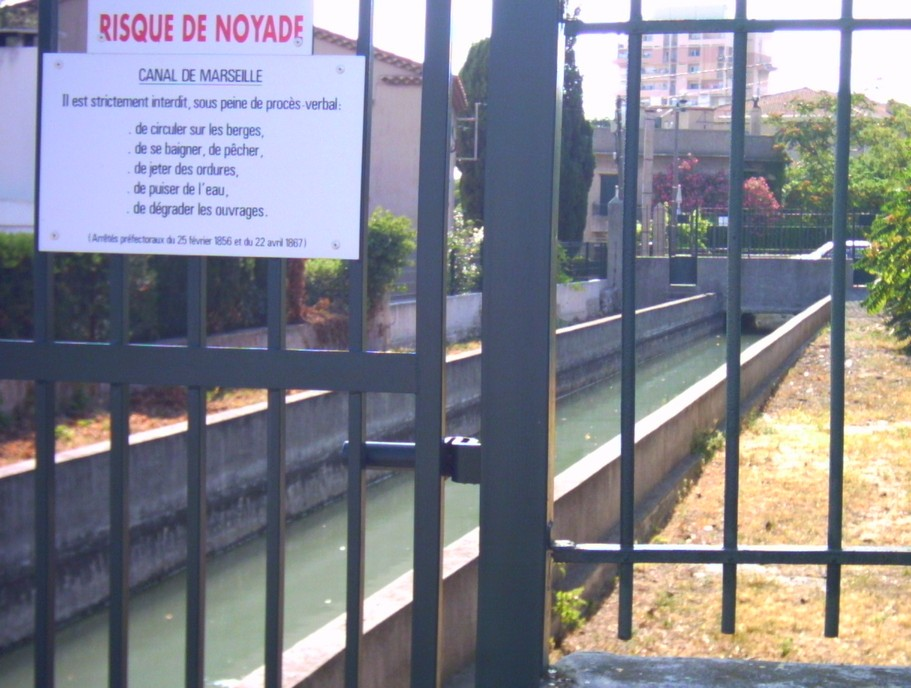
El canal de Marsella (Saint-Barnabé, 12.º arr.

El canal fuera de Marsella propiamente dicho está abierto al aire y puede seguirse a lo largo de la carretera, excepto en los tramos subterráneos. Sin embargo, dentro de los límites de la ciudad, se están realizando esfuerzos para cubrir el canal, motivados por la preocupación por la seguridad que supone el carácter imprevisible del flujo de agua tras la apertura de las válvulas y las paredes empinadas y resbaladizas. Además, se están llevando a cabo campañas para añadir vallas,  y barreras y colocar señales de advertencia a lo largo del recorrido del canal.

### Como sitio turístico y atractivo cultural

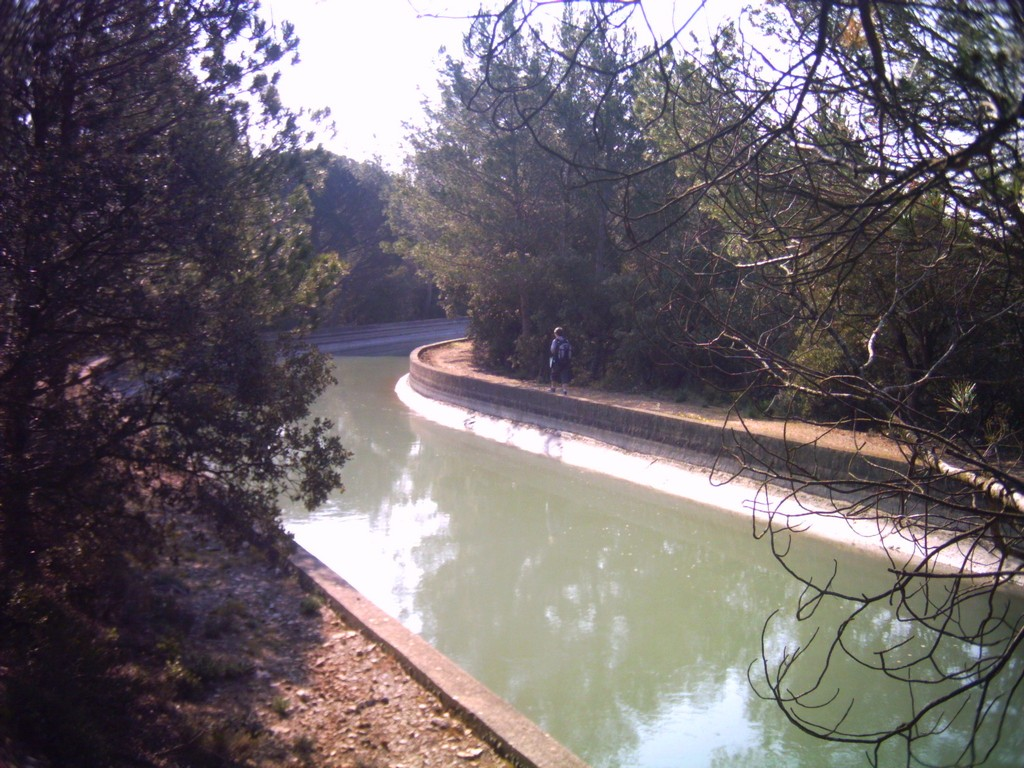
El canal a lo largo de la llanura de Arbois.

El canal atraviesa muchas regiones pintorescas de la Provenza y cuenta con carriles para bicicletas y paseos a lo largo de su recorrido.
Los sitios notables notables incluyen:
- El acueducto de Roquefavour, cerca de Aix-en-Provence ;
- El palais Longchamp, un monumento histórico en el centro de Marsella ;
- El embalse de Sainte-Marthe ;
- Las orillas del canal a lo largo del Plateau d'Arbois .

#### Marcel Pagnol
El novelista francés Marcel Pagnol se refiere al canal en sus memorias, Le Château de ma mère, y afirma que su padre le dio una llave para poder entrar en el canal a través de una propiedad privada y así acortar su viaje. Sin embargo, se duda de la veracidad de esta afirmación.